# San Pedro de Cartago
San Pedro de Cartago – miasto w Kolumbii, w departamencie Nariño.